# Grebbestads IF
Grebbestads IF (GIF) är en fotbollsklubb i Grebbestad, Tanums kommun i norra Bohuslän, bildad 28 maj 1922.
Från 1978 har klubben mestadels spelat i div. 3 Nordvästra Götaland, med några säsonger i div. 4 Bohuslän/Dal. År 1982 kom GIF på andra plats efter GAIS. Samma år deltog GIF i Svenska Cupen där man kom till omgång 7, men förlorade mot BK Häcken.
GIF vann 2012 i div. 4 och 2013 i div. 3 och spelar sedan 2014 i div. 2 Norra Götaland. Placering säsong 2014 fyra, 2015 trea och 2016 sexa.
GIF vann 2017 div. 2 och tog således steget upp till div. 1 säsongen 2018. Det blev plats 14 och nedflyttning från div. 1 till div. 2 Norra Götaland. 2019 blev det andraplats med kval till div. 1, men det var IFK Berga som vann kvalet. 2020 kom GIF på fjärde plats i div. 2.  
Chelsealegendaren Dennis Wise var hösten 1985 utlånad hit och gjorde fem mål på tio matcher.

## Spelare

### Truppen
| Nr | Land      | Pos | Namn              |
| -- | --------- | --- | ----------------- |
| 1  | Sverige   | MV  | Mattias Jansson   |
| 3  | Sverige   | F   | Lukas Berntsson   |
| 4  | Sverige   | F   | Patrik Adamczyk   |
| 5  | Argentina | MF  | Lucas Fonteboa    |
| 6  | Sverige   | F   | Shad Omar         |
| 7  | Sverige   | A   | Isac Ohlsson      |
| 8  | Sverige   | MF  | Victor Edvardsson |
| 9  | Sverige   | A   | Saban Ertürk      |
| 10 | Kosovo    | MF  | Ylber Maloku      |
| 11 | Sverige   | A   | Jesper Mattsson   |
| 12 | England   | MF  | Andrew Palumbo    |

| Nr | Land     | Pos | Namn              |
| -- | -------- | --- | ----------------- |
| 13 | Sverige  | A   | Edwin Bergslätt   |
| 14 | Sverige  | MF  | Amel Licina       |
| 16 | Grekland | MF  | Arensi Beqirllari |
| 17 | Italien  | F   | Mark Kwarteng     |
| 18 | Sverige  | MF  | Filip Danielsson  |
| 19 | Sverige  | MF  | David Olsson      |
| 20 | Sverige  | F   | Fredrik Oskarsson |
| 21 | Sverige  | MF  | Philip Hällgren   |
| 31 | Sverige  | F   | William Andersson |
| 41 | Sverige  | MV  | Anders Tjernberg  |
| 66 | Sverige  | F   | Oscar Landgren    |